# Đớp ruồi cánh hung
Đớp ruồi cánh hung, tên khoa học Philentoma pyrhoptera, là một loài chim trong họ Vangidae.